# Viscum austriacum
Viscum austriacum là một loài thực vật có hoa trong họ Santalaceae. Loài này được Wiesb. miêu tả khoa học đầu tiên.